# Marcus Gheeraerts, o Jovem

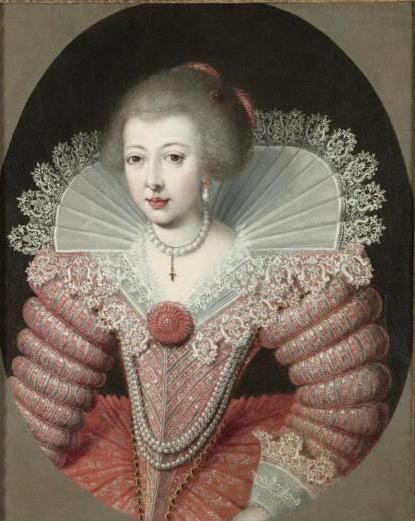
Retrato de uma Senhora

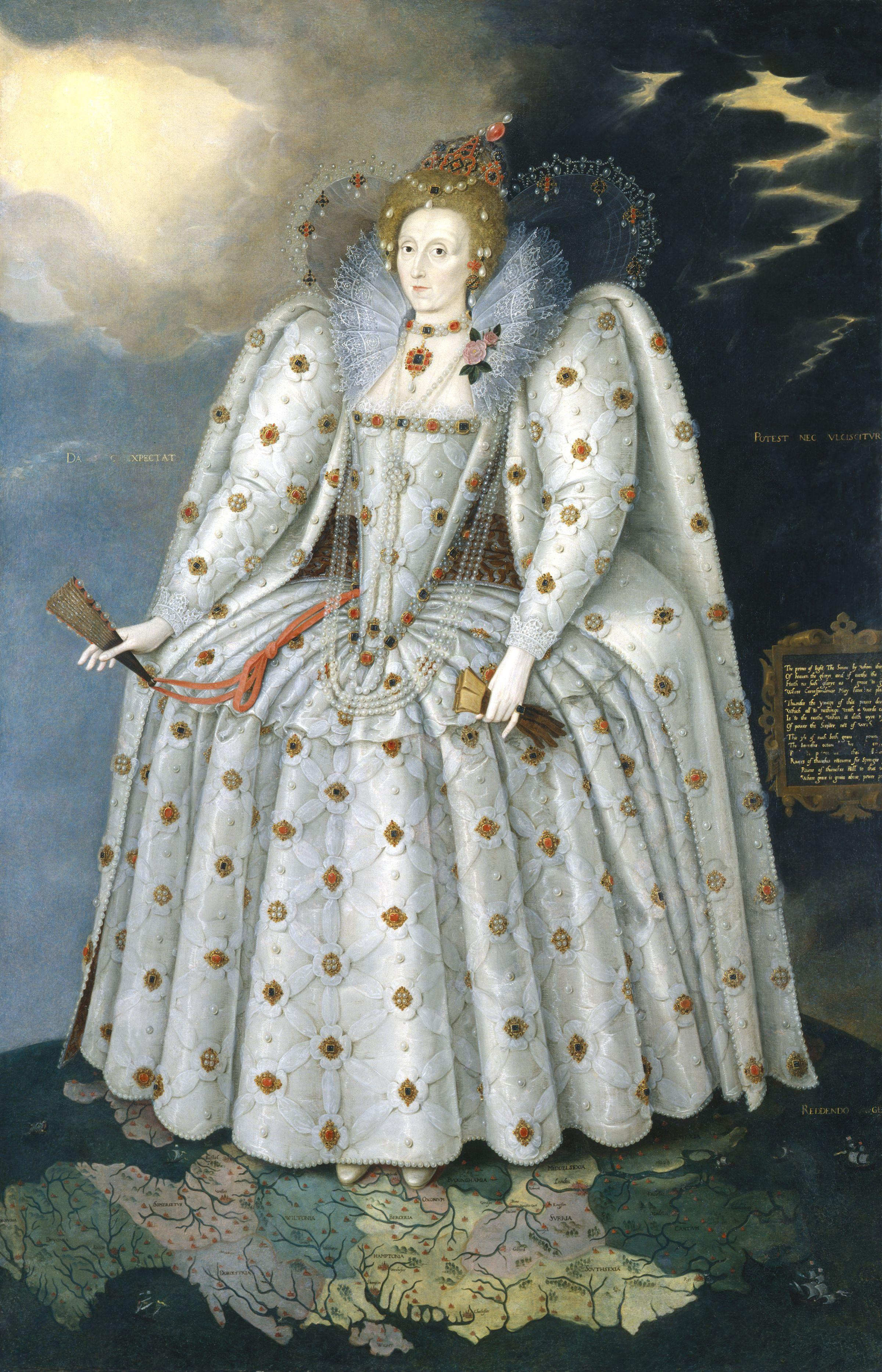
Retrato de Isabel I de Inglaterra

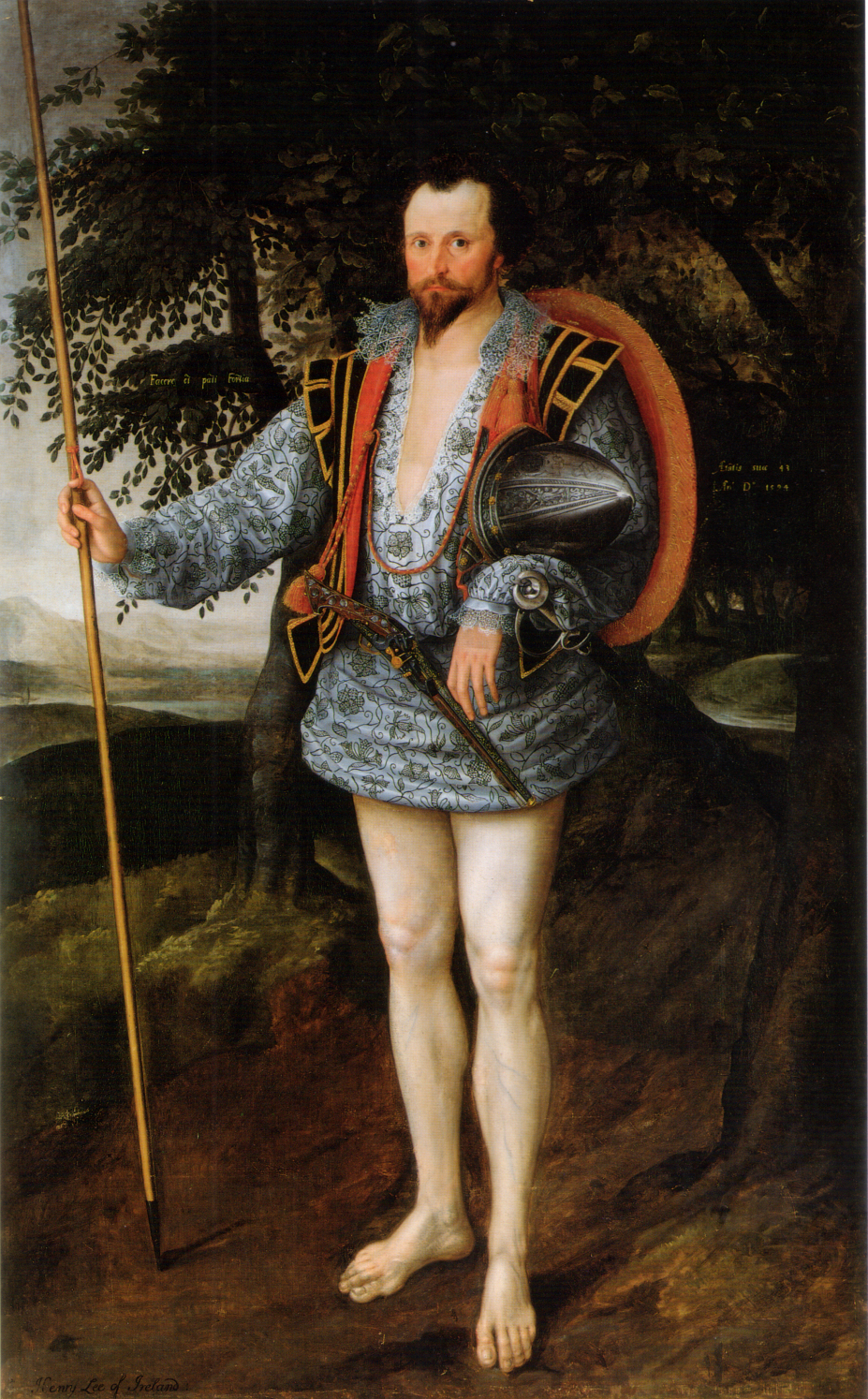
Captain Thomas Lee

Marcus Gheeraerts, o Jovem (Bruges, 1561 ou 1562 — 19 de Janeiro de 1636) foi um pintor flamengo e artista da corte Tudor, radicado no Reino Unido desde 1568 até à sua morte. 
Seu pai, Marcus Gheeraerts, o Velho, um pintor e gravurista de que apenas algumas obras são conhecidas, despertou-lhe o interesse pela pintura. Provavelmente também terá sido pupilo de Lucas de Heere, no atelier do qual produziu o seu primeiro retrato conhecido, em 1593. Nesta data, no entanto, já era seu patrono o pajem real Sir Henry Lee.
Em 1590 casou-se com Magdalena, a irmã do pintor John de Critz, com quem teve seis filhos, embora só dois sobrevivessem. Gheeraerts foi o mais distinto retratista da década de 1590, assim como aquele que esteve mais em voga na Inglaterra, e continuou a sê-lo após a morte de Isabel I de Inglaterra, ao tornar-se o pintor favorito do rei Jaime I e da sua esposa, Ana da Dinamarca. Recebeu a naturalização em 1618 e continuou na sua posição de real retratista no mesmo ano. Durante a segunda metade da década de 1610, no entanto, a sua posição começou a declinar-se, em resultado da competição com uma nova geração de pintores emigrantes. Nos últimos vinte anos de vida sustentou-se principalmente através de encomendas da baixa-burguesia e de alguns académicos. Gheeraerts foi membro da Corte da Worshipful Company of Painter-Stainers na década de 1620, onde teve um aprendiz Ferdinando Clifton.
Para a posteridade ficaram retratos como o da Isabel I de Inglaterra ou a sátira anticatólica de Grupo de Líderes Protestantes.

## Ver Também
- Escola Tudor
- História da Pintura
- Pintura do Renascimento
- Pintura do Reino Unido